# Сасинково
Сасинково (слч. Sasinkovo) насељено је мјесто са административним статусом сеоске општине (слч. obec) у округу Хлоховец, у Трнавском крају, Словачка Република.

## Становништво
| Година:    | 1994. | 2004.   | 2014.   | 2024.   |
| ---------- | ----- | ------- | ------- | ------- |
| Број људи: | 897   | 872     | 854     | 813     |
| Разлика:   |       | -2,78 % | -2,06 % | -4,80 % |

| Година:    | 2023. | 2024.   |
| ---------- | ----- | ------- |
| Број људи: | 837   | 813     |
| Разлика:   |       | -2,86 % |

Према подацима о броју становника из 2024. године насеље је имало 813 становника.